# Колонтитул

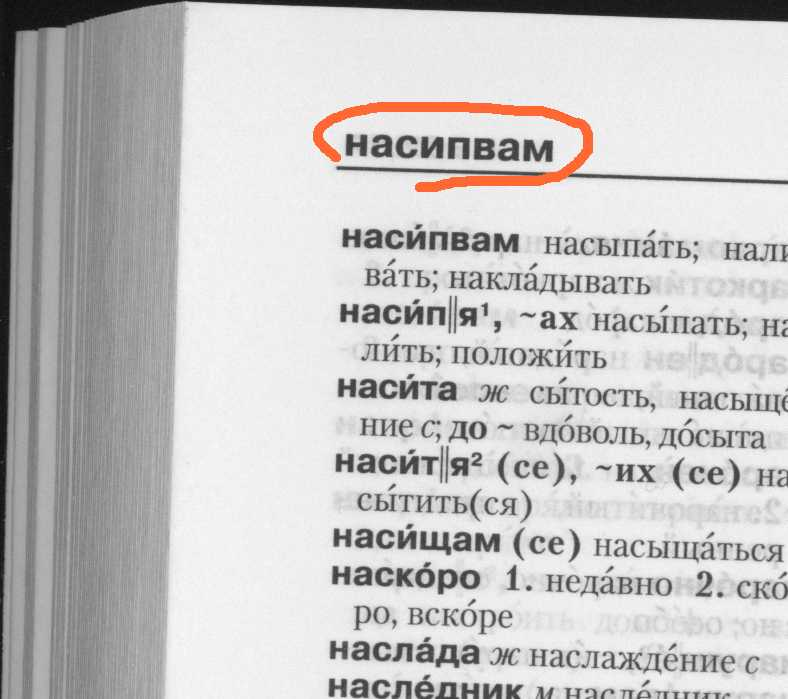
Верхний колонтитул в словаре.

Колонти́тул (фр. colonne — столбец и лат. titulus — надпись, заголовок) — строка, расположенная на краю полосы набора и содержащая заголовок, имя автора, название произведения, части, главы, параграфы и т. д. Размещается на всех страницах печатного издания, за исключением титульных листов, выходных данных, страниц и вклеек, заполненных иллюстрациями, а также начальных и спусковых полос. Также колонтитул может отсутствовать на левых страницах.
Традиционно применяется верхний колонтитул, располагающийся над основным текстом, но иногда применяют боковой и нижний колонтитулы. Колонтитул может быть совмещён с колонцифрой.

## Виды колонтитулов
Колонтитул может быть:
- Постоянным («мёртвым»), одинаковым на всех страницах издания, или переменным, содержащим информацию о текущей главе, слове в словаре и т. д. Постоянный колонтитул имеет смысл применять только если есть большая вероятность утери обложки, или если предполагается, что из издания будут вырывать страницы;
- Рубрикационным, содержащим название издания, произведения, главы и т. д. или текстовым, описывающим тему страницы в произведении, не разбитом на главы;
- Прерывистым, меняющимся только при смене рубрики определённого уровня, либо Скользящим, меняющимся на каждой странице;
- Одно-, двух-, трёх-, и многоступенчатым — по количеству уровней заголовков. Часто в двух- и многоступенчатых колонтитулах колонтитулы чётных и нечётных страниц отображают заголовки разных уровней. Например, на левой странице может указываться название произведения, а на правой — название текущей главы.